# 합천 해인사 백련암 풍계집 목판
합천 해인사 백련암 풍계집 목판(陜川 海印寺 白蓮庵 楓溪集 木板)은 경상남도 합천군, 해인사에 있는 목판이다. 2017년 1월 5일 경상남도의 유형문화재 제602호로 지정되었다.

## 개요
현재까지 알려진 풍계집의 목판은 해인사 백련암 소장 목판이 유일하며 조선후기 승려와 사대부 등의 교유양상에 대한 연구자료로서 가치가 큰 목판이다.

## 갤러리

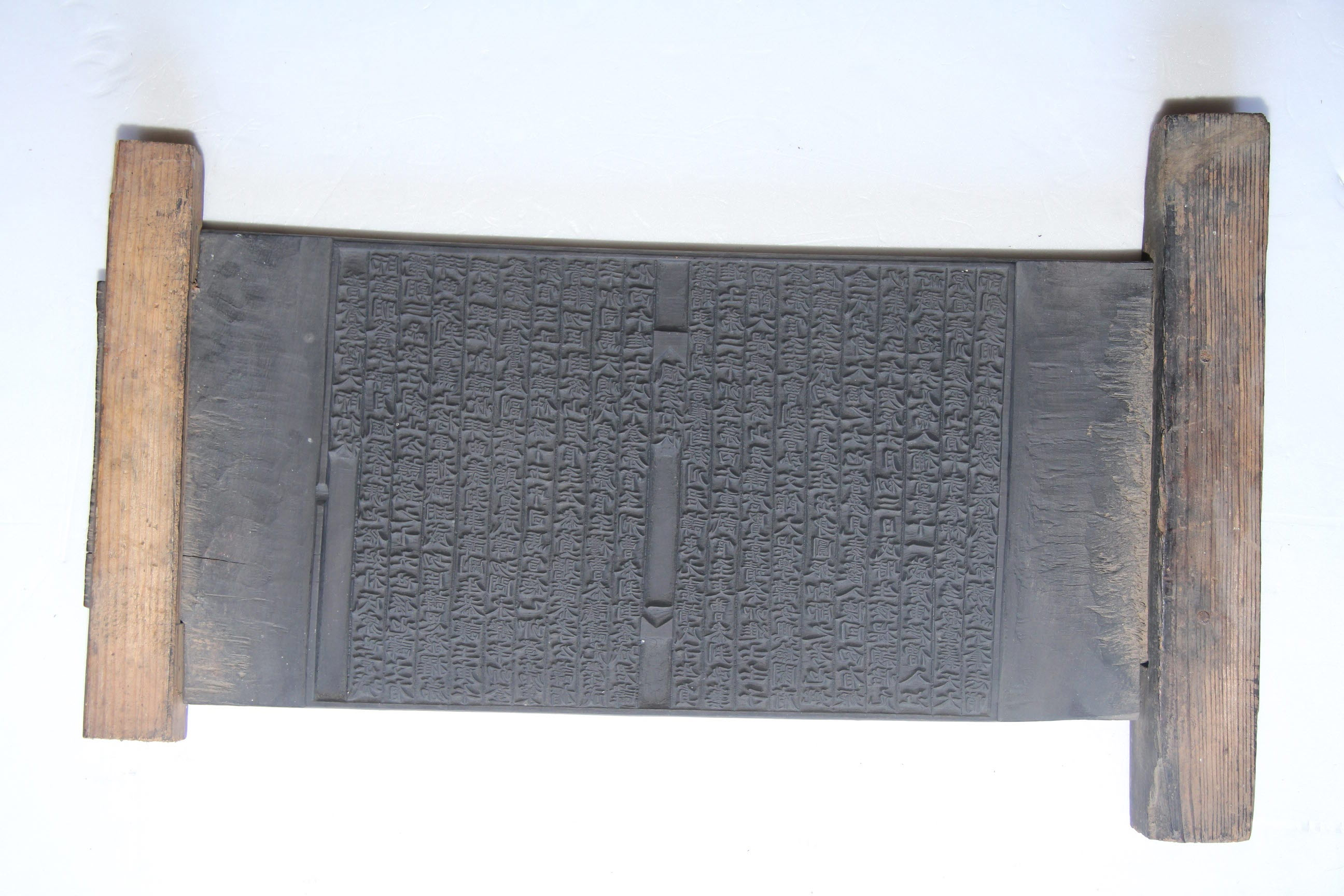
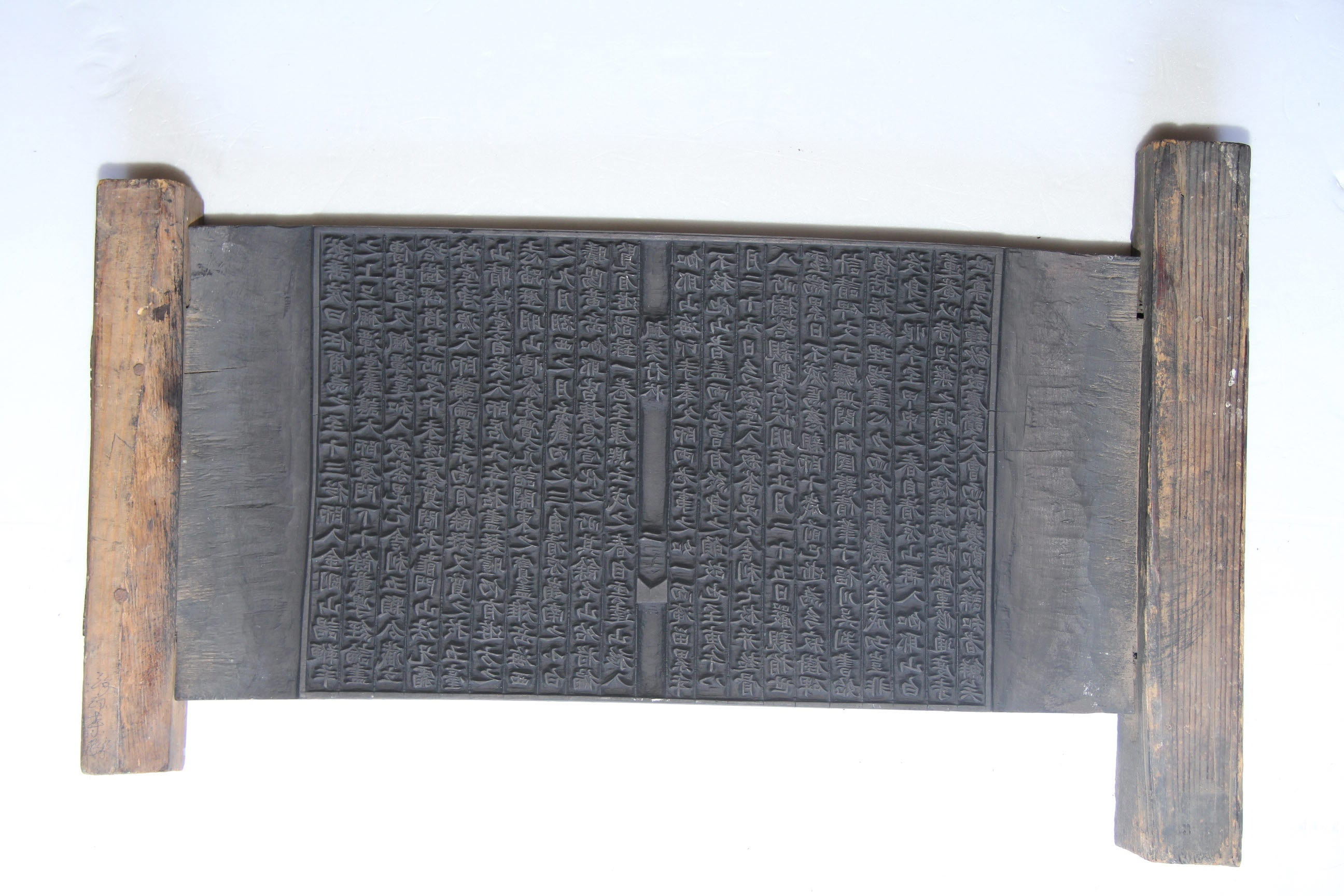

## 같이 보기
- 풍계집

## 참고 자료
- 합천 해인사 백련암 풍계집 목판 - 국가유산청 국가유산포털